# Charles Piot
Guillaume-Joseph-Charles Piot, född den 17 oktober 1812 i Leuven, död den 28 maj 1899 i Bryssel, var en belgisk lärd.
Piot blev 1879 ledamot av vetenskapsakademien i Belgien och var till 1897 chef för nationalarkivet i Bryssel. Han författade ett stort antal arbeten i historia, arkeologi och numismatik med mera.